# Al Merreikh SC
Al Merreikh Sporting Club (în arabă نادي المريخ الرياضي) este un club de fotbal profesionist din orașul Omdurman, Sudan. Clubul concurează în prezent în Prima Ligă, primul nivel de fotbal din Sudan. Echipa își joacă meciurile de acasă pe stadionul cu același nume Al Merreikh.

## Istoria clubului
Al-Merreikh a fost fondat sub numele de Al-Masalma Sporting Club în 1908 de către studenții din districtul Al-Masalmah din Omdurman de la Gordon Memorial College. Și-a adoptat numele actual pe 14 noiembrie 1927, care în limba arabă înseamnă „ Planeta Marte “. Din 1962 până astăzi, Al-Merreikh a participat numai în prima ligă de fotbal, iar clubul a câștigat primul său titlu de ligă în 1970. În 1965, clubul a început să publice ziarul Al-Merreikh (cunoscut și sub numele de mariekhnews). În prezent, acest ziar este cel mai vechi ziar sportiv din țara Sudanului. Stadionul lor de origine este stadionul Al-Merreikh, cunoscut local ca și „ Castelul Roșu “, a fost inaugurat în 1962 și are o capacitate de peste 43.645 de locuri.
De ani de zile, Al-Merreikh a jucat în competițiile cluburilor africane. Până în prezent, cel mai mare succes al lui Al-Merreikh este câștigarea Cupei Cupelor CAF din 1989, după ce a învins în finală pe cei de la Bendel United din Nigeria cu scorul de 1-0 per total și finala Cupei Confederațiilor Africane din 2007, pe care au pierdut-o în fața echipei tunisiene CS Sfaxien cu scorul de 5-2 la general. 

### Uniformă
- Uniformă titular: tricou roșu cu dungi galbene pe mâneci, pantaloni roșii și șosete roșii.
- Uniformă alternativă: tricou galben cu dungi roșii pe mâneci, pantaloni galbeni și șosete galbene.
- Deși echipa poartă în prezent roșu și galben, la începuturile sale echipamentul era negru.

### Rivalități
Cel mai mare rival al său este Al-Hilal, tot din orașul Omdurman, doar strada Al-Ardha separă echipele și împreună sunt cele mai puternice și de succes cluburi de fotbal din Sudan. Clubul împărtășește o rivalitate acerbă cu Al-Hilal, jocurile dintre ei vândându-se în mod regulat, fiind și singurul provocator realist la încununarea campionatului. În ceea ce privește numărul de campionate naționale câștigate (23), Diavolii Roșii sunt vizibil inferiori față de Al-Hilal, care au 32 de campionate naționale câștigate. În cupa națională a Sudanului, Al Merreikh stă mult mai bine față de rivala sa, cu 25 de cupe câștigate față de 8 cupe ale lui Al Hilal.

### Fotbaliști celebri
| - Abdelkarim Nafti - Haythem Mrabet - Mehdi Ben Dhifallah | - Endurance Idahor - Stephen Worgu - Jean-Paul Abalo | - Boubacar Koné - Lassana Fané - Jonas Sakuwaha | - Alaa Abdul-Zahra - Saad Attiya Hafidh - Elijah Tana |

### Tragedie
Adesea numit Al Merreikh Khartoum în competițiile internaționale, la 6 martie 2010, în timpul unui meci de campionat împotriva lui Al-Amal, Endurance Idahor, un atacant nigerian de 25 de ani, a murit pe teren. Motivele acestui deces nu sunt încă cunoscute.

## Palmares
| Național  | Titluri | Sezoane |
| --------- | ------- | --- |
| Campionat | 23      | 1970, 1971, 1972, 1973, 1974, 1975, 1977, 1978, 1982, 1985, 1990, 1993, 1997, 2000, 2001, 2002, 2008, 2011, 2013, 2015, 2018, 2019, 2020             |
| Cupe      | 25      | 1963, 1970, 1971, 1972, 1974, 1983, 1984, 1985, 1986, 1988, 1991, 1993, 1994, 1996, 2001, 2005, 2006, 2007, 2008, 2010, 2012, 2013, 2014, 2015, 2018 |

| Regional | Titluri | Sezoane                                                                                              |
| -------- | ------- | --- |
| Khartoum | 17      | 1954, 1956, 1962, 1966, 1968, 1972, 1975, 1980, 1981, 1983, 1985, 1986, 1991, 1992, 1993, 1996, 1997 |

| CAF | Cupa Confederației CAF | Cupa Cupelor CAF   | Cupa Kagame                    |
| --- | ---------------------- | ------------------ | ------------------------------ |
| CAF | Finalistă : 2007       | Câștigători : 1989 | Câștigători : 1986, 1994, 2014 |

#### Alte realizări
| CAF | Liga Campionilor CAF | Liga Campionilor CAF | Cupa Confederației CAF | Cupa Confederației CAF | Cupa Cupelor CAF        | Cupa Cupelor CAF |
| --- | -------------------- | -------------------- | ---------------------- | ---------------------- | ----------------------- | ---------------- |
| CAF | Semifinala : 2015    | Sferturi : 1975      | Semifinala : 2012      | Sferturi : 2005        | Semifinala : 1990, 1992 | Sferturi : 1993  |

| CECAFA UAFA | Cupa Kagame                  | Cupa Kagame          | Cupa Campionilor Cluburilor Arabe | Cupa Campionilor Cluburilor Arabe |
| ----------- | ---------------------------- | -------------------- | --------------------------------- | --------------------------------- |
| CECAFA UAFA | Finalistă : 1987, 1988, 2009 | Locul 3 : 1985, 2011 | Semifinala : 2019                 |                                   |

#### Event-uri
| Dubla : |                                                                              |
| ------- | ---------------------------------------------------------------------------- |
| Dubla : | De 11 ori : 1970, 1971, 1972, 1974, 1985, 1993, 2001, 2008, 2013, 2015, 2018 |

O dublă sau un event în fotbal reprezintă câștigarea campionatului și a cupei unei țări în același sezon competițional de către o singură echipă.